# تكزمرت (تيڭزمرت)
تكزمرت هي إحدى مشيخات المملكة المغربية، تتبع جغرافيا لإقليم طاطا وإداريًا لتيڭزمرت. يقدر عدد سكانها بـ 2420 نسمة حسب الإحصاء الرسمي للسكان والسكنى لسنة 2004.